# Maison Hillary
La maison Hillary est un excellent exemple de maison pittoresque de style néogothique. Elle est située 15372, Yonge Street à Aurora en  Ontario.

## Historique
Construite en 1862, elle a été désignée Lieu historique national du Canada en 1973.
Quatre médecins ont vécu dans cette maison avec leurs familles:
- 1862 – 69: La maison est construite pour le Dr. Water Bayne Geikie (né en 1830 en Écosse, mort en 1917)
- 1869 – 76: Frederick William Strange, médecin militaire
- 1876 – 1894: Robert William Hillary (né en 1832 en Irlande, mort en 1894)
- 1894: Robert Michael Hillary achète la maison, et une de ses filles y habite jusqu'en 1993.

De nos jours la maison héberge un musée qui présente une collection d'instruments médicaux.